# Tamaphora kuccharensis
Tamaphora kuccharensis är en insektsart som beskrevs av Matsumura 1942. Tamaphora kuccharensis ingår i släktet Tamaphora och familjen spottstritar. Inga underarter finns listade i Catalogue of Life.